# سارة وو
سارة وو (بالإنجليزية: Sarah Wu)‏ هي مُدرسة أمريكية، ولدت في 1977.